# 玉窓寺 (東京都港区)
玉窓寺（ぎょくそうじ）は、東京都港区にある曹洞宗の寺院。

## 歴史
1604年（慶長9年）、玉窓秀珍大禅尼の開基である。ただ実際の創建者は禅尼の母親である。玉窓秀珍大禅尼は青山忠成の娘で川口近次の妻であったが、1601年（慶長6年）に死去した。禅尼の母親は娘のために青山家の江戸下屋敷の一角に寺を創建した。これが当寺の起源である。
1682年（天和2年）、青山家の敷地内であるが紀州徳川家の屋敷地の境界付近に移転した。
1879年（明治12年）、仮御所（旧紀州藩邸）の敷地となったため、現在地に移転した。

## 墓所
以下の人物が葬られている。
- 広幡家（堂上華族・侯爵）
- 松平忠救 (三河国深溝城城主)1734年（享保14年）没
- 跡部良顕（旗本・神道家） - 1729年（享保14年）没
- 跡部良弼（旗本、水野忠邦の実弟） - 1869年（明治元年）没
- 佐久間文斎（儒者） - 1799年（寛政11年）没
- 窪田勝英　（旗本、砲術、柔術師範） - 1851年（嘉永4年）没
- 窪田清音（旗本、講武所頭取） - 1867年（慶応2年）没
- 肥田浜五郎（技官） - 1889年（明治22年）没
- 富岡永洗（浮世絵師、日本画家） - 1905年（明治38年）没
- 江口孤月（俳人、- 1872年（明治5年）没
- 丹羽礼介　（画家、- 1951年（昭和26年）没

## 交通アクセス
- 青山一丁目駅より徒歩4分。